# Bloque Nacionalsocialista

Bandera del Bloque Nacionalsocialista.

El Bloque Nacionalsocialista (en sueco: Nationalsocialistiska Blocket) fue un partido político nacionalsocialista sueco formado a finales de 1933 por la fusión del Nationalsocialistiska Samlingspartiet, del Nationalsocialistiska Förbundet y unidades nacionalsocialistas locales conectadas con el abogado Sven Hallström en Umeå. Más tarde, el Svensk Nationalsocialistisk Samling se fusionó con el BNS.
El líder del partido era el coronel Martin Ekström. El partido mantuvo varias publicaciones, Landet Fritt (Gotemburgo), Vår Kamp (Gotemburgo), Vår Front (Umeå), Nasisten (Malmö) y Riksposten.
El BNS se diferenciaba de otros grupos nazis suecos debido a sus vínculos con la clase alta sueca. El BNS era claramente más pequeño que los dos principales partidos nazis en Suecia en ese momento, el SNSP y el NSAP. Poco a poco, el partido fue desapareciendo.